# Lago glacial de Siberia Occidental

Lagos glaciales de Siberia y el centro de Asia

El lago glacial de Siberia Occidental, también conocido como lago de Siberia Occidental (en ruso: Западно-Сибирское море) o lago Mansiyskoe (en ruso: Мансийское озеро, Lago Mansi), fue un lago periglacial formado cuando las desembocaduras hacia el océano Ártico de los ríos Ob y  Yenisei fueron bloqueadas por la capa de hielo de Barents-Kara durante la glaciación Weichseliense, hace aproximadamente 80 000 años. Estaba situado en la llanura de Siberia Occidental, y en su momento de máxima extensión la superficie del lago ocupaba unos 750 000 km2, más del doble que el actual mar Caspio. 
Se teoriza que, aunque se impidió el drenaje hacia la cuenca del océano Ártico (por ejemplo, por los ríos Ob y Yenisei), el lago acabaría desbordándose hacia el mar Mediterráneo a través de una ruta tortuosa que incluiría el mar de Aral, el mar Caspio y el mar Negro. Esto habría provocado que el agua del río Selenga y del lago Baikal drenara a lo largo de un curso de unos 9656,0 km, considerablemente más largo que el curso de cualquier río actual.
| Fecha [miles de años] | Elevación | Superficie [km2] | Volumen [km3] | Profundidad media |
| --------------------- | --------- | ---------------- | ------------- | ----------------- |
| 90-80                 | 60 m      | 610 000,         | 15000         | 24 m              |
| 60-50                 | 45 m      | 881 000          | 32000         | 36 m              |

Véase Mangerud et al. (2004) para ver diagramas y descripciones del lago, así como patrones de drenaje postulados.